# Distribución binomial de Poisson
En teoría de la probabilidad y estadística, la distribución binomial de Poisson es la distribución de probabilidad discreta del número de éxitos en una secuencia de n ensayos de Bernoulli independientes. Su denominación es en honor al físico y matemático francés Siméon Denis Poisson.
El resultado de un ensayo es una variable aleatoria de distribución de Bernoulli -cada una con su respectiva probabilidad de éxito  {\displaystyle p_{1},p_{2},\dots ,p_{n}}. La variable aleatoria de distribución binomial de Poisson es la suma de las n variables aleatorias de distribución de Bernoulli.
La distribución binomial es un caso especial de la distribución binomial de Poisson, donde la probabilidad de éxito es la misma en todos los ensayos, es decir  {\displaystyle p_{1}=p_{2}=\cdots =p_{n}}.

## Media y la varianza
La media y la varianza de la variable aleatoria de distribución binomial de Poisson es igual a la suma de las medias y las varianzas de las n distribuciones de Bernoulli respectivamente: 
{\displaystyle \mu =\sum \limits _{i=1}^{n}p_{i}}
{\displaystyle \sigma ^{2}=\sum \limits _{i=1}^{n}(1-p_{i})p_{i}}
Para un mismo valor de la media ({\displaystyle \mu }) y tamaño (n), la varianza es máxima cuando todas las probabilidades de éxito son iguales, lo que corresponde a una distribución binomial. Cuando n es suficientemente grande y todos los valores de {\displaystyle p_{i}}son pequeños, la distribución de Poisson es una buena aproximación  de la distribución binomial de Poisson. La varianza de la distribución de Poisson establece el límite superior de la varianza de la distribución binomial de Poisson cuando n tiende a infinito y tienen misma la media ({\displaystyle \mu }).

## Función de probabilidad
La probabilidad de obtener k éxitos de un total de n ensayos puede representarse como la suma:
{\displaystyle \Pr(K=k)=\sum \limits _{A\in F_{k}}\prod \limits _{i\in A}p_{i}\prod \limits _{j\in A^{c}}(1-p_{j})}
donde {\displaystyle F_{k}} es el conjunto de todos los subconjuntos de k enteros que se pueden seleccionar. Por ejemplo, sea S = {1,2,3,...,n}, si n = 3 entonces {\displaystyle F_{2}=\left\{\{1,2\},\{1,3\},\{2,3\}\right\}}. {\displaystyle A}es un subconjunto de S y {\displaystyle A^{c}}es el complemento de {\displaystyle A} respecto de S.
{\displaystyle F_{k}} contiene {\displaystyle n!/((n-k)!k!)}elementos en la sumatoria, lo cual limita el cálculo de la función en la práctica incluso para números de ensayos n moderados (ejemplo, si n=40, {\displaystyle F_{15}}contiene más de 1010 elementos). Sin embargo, hay otras maneras más eficientes de calcular {\displaystyle \Pr(K=k)}.
Mientras ninguna de las probabilidades de éxito sea igual a uno, se puede calcular la probabilidad de k éxitos usando la fórmula recurrente

{\displaystyle \Pr(K=k)={\begin{cases}\prod \limits _{i=1}^{n}(1-p_{i})&k=0\\{\frac {1}{k}}\sum \limits _{i=1}^{k}(-1)^{i-1}\Pr(K=k-i)T(i)&k>0\\\end{cases}}}
donde
{\displaystyle T(i)=\sum \limits _{j=1}^{n}\left({\frac {p_{j}}{1-p_{j}}}\right)^{i}.}
La fórmula recurrente no es numéricamente estable, y debe evitarse si n es mayor que aproximadamente 20. Otra posibilidad es usar la transformada discreta de Fourier.
{\displaystyle \Pr(K=k)={\frac {1}{n+1}}\sum \limits _{l=0}^{n}C^{-lk}\prod \limits _{m=1}^{n}\left(1+(C^{l}-1)p_{m}\right)}
donde {\displaystyle C=\exp \left({\frac {2i\pi }{n+1}}\right)} ;  {\displaystyle i={\sqrt {-1}}}.
Otros métodos se describen en

## Entropía
No existe una fórmula simple para la entropía de una distribución binomial de Poisson, pero la entropía está limitada por la entropía de una distribución binomial con el mismo parámetro numérico y la misma media. Por lo tanto, la entropía también está limitada por la entropía de una distribución de Poisson con la misma media.

La conjetura de Shepp-Olkin, creada por Lawrence Shepp e Ingram Olkin en 1981, establece que la entropía de una distribución binomial de Poisson es una función cóncava con probabilidades de éxito. {\displaystyle p_{1},p_{2},\dots ,p_{n}}. Esta conjetura fue probada por Erwan Hillion y Oliver Johnson en 2015.